# オーウェン・レーン
オーウェン・レーン（Owen Lane、1997年12月20日 - ）は、ユナイテッド・ラグビー・チャンピオンシップ、カーディフ・ラグビーに所属するラグビーユニオン選手。

## プロフィール
- ウェールズ・カーディフ出身。
- ポジションはウィング(WTB)、センター(CTB)。
- 身長 185cm、体重 100kg
- U20ウェールズ代表に選ばれたことがある[1]。
- ウェールズ代表キャップは4（2022年12月現在）。

## 略歴
2019年、カーディフ・ブルーズ(現:カーディフ・ラグビー)に加入。同年10月、ジョシュ・ナヴィディの負傷に伴い、ラグビーワールドカップ2019のウェールズ代表に追加召集された。